# Mama Said (Lenny Kravitz)
| Recensione              | Giudizio    |
| ----------------------- | ----------- |
| AllMusic                | [ 13 ]      |
| Debaser                 | [ 14 ]      |
| Sputnikmusic            | 3.5 (Great) |
| Piero Scaruffi          | [ 16 ]      |
| Dizionario del Pop-Rock | [ 17 ]      |
| 24.000 dischi           | [ 18 ]      |

Mama Said è il secondo album in studio del cantante statunitense Lenny Kravitz, pubblicato il 2 aprile 1991 dalla Virgin Records.
La base di Always on the Run era stata scritta da Slash per i Guns N' Roses, ma poi siccome il batterista dell'epoca aveva problemi con tale ritmica, Slash cedette il brano a Lenny Kravitz che lo completò.

## Tracce

### CD
Testi e musiche di Lenny Kravitz, eccetto dove indicato
1. Fields of Joy (Arrangiamento di Doug Neslund e Lenny Kravitz) – 4:03 (Michael Kamen, Hal Fredricks)
2. Always on the Run – 3:57 (Lenny Kravitz, Slash)
3. Stand by My Woman – 4:16 (Lenny Kravitz, Henry Hirsch, Steve Pasch, Anthony Krizan)
4. It Ain't Over 'Til It's Over – 3:55
5. More Than Anything in This World – 3:43
6. What Goes Around Comes Around – 4:40
7. The Difference Is Why – 4:48
8. Stop Draggin' Around – 2:37
9. Flowers for Zoe – 2:45
10. Fields of Joy (Reprise) (Arrangiamento di Lenny Kravitz) – 3:57 (Michael Kamen, Hal Fredricks)
11. All I Ever Wanted – 4:04 (Lenny Kravitz, Sean Ono Lennon)
12. When the Morning Turns to Night – 2:58
13. What the ..., Are We Saying? – 5:10
14. Butterfly – 1:45

## Musicisti
Fields of Joy
- Lenny Kravitz - voce, batteria, basso, chitarre, mellotron
- Slash - chitarra solo

Always on the Run
- Lenny Kravitz - voce, batteria, basso, chitarra, arrangiamento strumenti a fiato
- Slash - chitarra
- Karl Denson e Butch Tomas - sassofono
- Mike Hunter - tromba

Stand by My Woman
- Lenny Kravitz - voce, batteria, arrangiamento strumenti a fiato
- Henry Hirsch - piano, organo, basso, arrangiamento strumenti a arco
- Karl Denson - sassofono
- Al Brown - string contracted

It Ain't Over 'Til It's Over
- Lenny Kravitz - voce, batteria, basso, chitarra, fender rhodes, sitar, arrangiamento strumenti ad arco e strumenti a fiato
- Phenix Horns - strumenti a fiato
- Al Brown - string contracted

More Than Anything in This World
- Lenny Kravitz - voce, batteria, organo, arrangiamento strumenti a arco
- Al Brown - string contracted

What Goes Around Comes Around
- Lenny Kravitz - voce, chitarra, arrangiamento strumenti a arco e fiati
- Zoro - batteria
- Lebron Scott - basso
- Adam Widoff - chitarra
- Karl Denson - sassofono
- Henry Hirsch - string machine

The Difference Is Why
- Lenny Kravitz - voce, batteria, basso, chitarra

Stop Draggin' Around
- Lenny Kravitz - voce, chitarra
- Henry Hirsch - basso
- David Domanich - batteria

Flowers for Zoe
- Lenny Kravitz - voce, batteria, chitarra, arrangiamento strumenti ad arco
- Henry Hirsch - basso
- Nancy Ives - violoncello

Fields of Joy (Reprise)
- Lenny Kravitz - voce, batteria, chitarra, mellotron
- Henry Hirsch - basso, mellotron

All I Ever Wanted
- Lenny Kravitz - voce, batteria
- Sean Ono Lennon - piano
- Henry Hirsch - basso

When the Morning Turns to Night
- Lenny Kravitz - voce, batteria, chitarra
- Henry Hirsch - basso, organo

What the ..., Are We Saying?
- Lenny Kravitz - voce, batteria, basso, chitarra, sintetizzatore prophet
- Henry Hirsch - piano, organo, minimoog, string machine, arrangiamento strumenti ad arco
- Karl Denson - sassofono

Butterfly
- Lenny Kravitz - voce, chitarra

Note aggiuntive
- Lenny Kravitz - produttore
- Registrazioni e mixaggio effettuati al Waterfront Studio di Hoboken, New Jersey (Stati Uniti)
- Henry Hirsch e David Domanich - ingegneri delle registrazioni
- Melanie Nissen - art direction copertina album
- Tom Bouman - design copertina album
- James Calderaro - foto copertina album
- Mastering effettuato da Greg Calbi al Sterling Sound Studio[19]

## Classifica
Album
| Anno | Classifica            | Posizione raggiunta |
| ---- | --------------------- | ------------------- |
| 1991 | Billboard 200         | 39                  |
| 1991 | Top Album Sales       | 39                  |
| 1999 | Catalog Albums        | 17                  |
| 1991 | Official Albums Chart | 8                   |

Singoli
| Anno | Titolo del brano              | Classifica             | Posizione raggiunta |
| ---- | ----------------------------- | ---------------------- | ------------------- |
| 1991 | It Ain't Over 'Til It's Over  | Billboard Hot 100      | 2                   |
| 1991 | Stand by My Woman             | Billboard Hot 100      | 76                  |
| 1991 | It Ain't Over 'Til It's Over  | Adult Contemporary     | 5                   |
| 1991 | Always on the Run             | Alternative Songs      | 8                   |
| 1991 | It Ain't Over 'Til It's Over  | Hot R&B/Hip-Hop Songs  | 10                  |
| 1992 | What Goes Around Comes Around | Hot R&B/Hip-Hop Songs  | 38                  |
| 1991 | It Ain't Over 'Til It's Over  | Radio Songs            | 8                   |
| 1991 | It Ain't Over 'Til It's Over  | Official Singles Chart | 11                  |
| 1991 | Always on the Run             | Official Singles Chart | 41                  |
| 1991 | Stand by My Woman             | Official Singles Chart | 55                  |